# Ponaryo Astaman
Ponaryo Astaman (Balikpapan, 25 settembre 1979) è un allenatore di calcio ed ex calciatore indonesiano, di ruolo centrocampista.

## Carriera

### Club
Comincia a giocare al PKT Bontang. Nel 2004 passa al PSM Makassar. Nel 2006 si trasferisce in Malaysia, al Melaka. Nel 2007 torna in patria, all'Arema Malang. Nel 2008 viene acquistato dal Persija. Nel 2009 passa allo Sriwijaya. Nel 2014 viene acquistato dal PSM Makassar, che lo cede poco dopo in prestito al Persija. Nel 2015 rientra al PSM Makassar. Nel 2016 passa al Pusamania Borneo.

### Nazionale
Ha debuttato in Nazionale nel 2003. Ha messo a segno la sua prima rete con la maglia della Nazionale il 18 luglio 2004, in Qatar-Indonesia (1-2), in cui ha siglato la rete del momentaneo 0-2. Ha partecipato, con la Nazionale, alla Coppa d'Asia 2004 e alla Coppa d'Asia 2007. Ha collezionato in totale, con la maglia della Nazionale, 64 presenze e due reti.